# Hybridation in situ en fluorescence

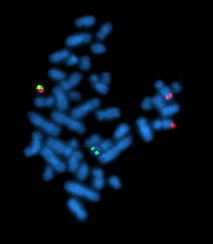
Exemple d'imagerie en FISH : réarragement chromosomique bcr/abl caractéristique de la leucémie myéloïde chronique vue en FISH. Les chromosomes sont en bleu. Létiquette verte et rouge (en haut à gauche) désigne le chromosome où l'arrangement pathogène est présent.

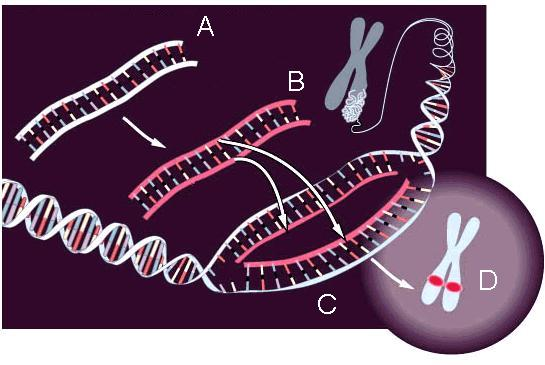
Technique de l'hybridation fluorescente in situ. En A : sonde. B : sonde colorée à l'aide d'un fluorochrome. C : hybridation avec l'ADN nucléaire. D : apparence du chromosome métaphasique où la sonde s'est fixée.

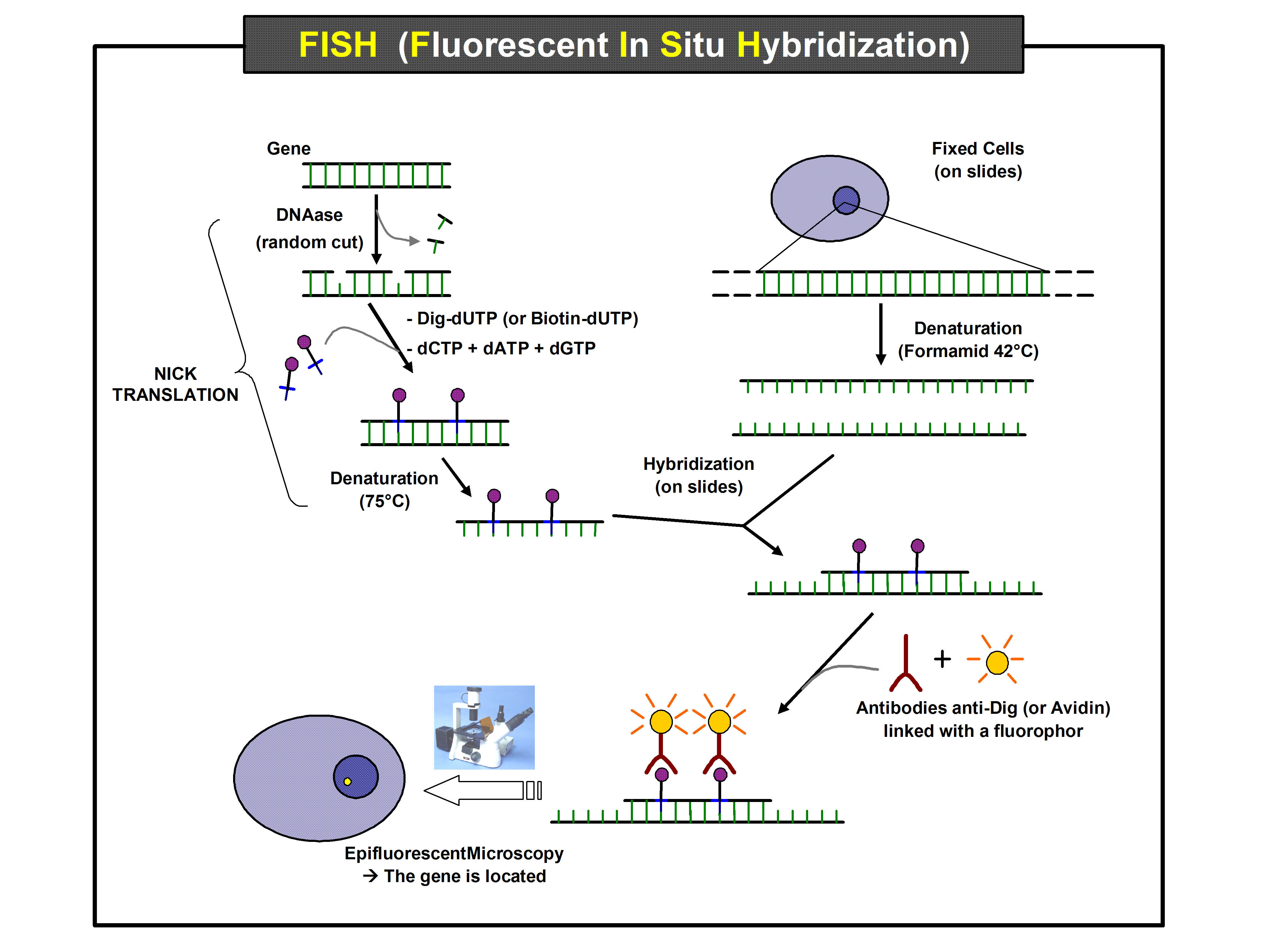
Principe d'hybridation fluorescente in situ. Obtention d'une sonde marquée par Nick Translation, hybridation in situ avec l'ADN dénaturé puis traitement avec des anticorps fluorescents pour localiser le gène d'intérêt au microscope à épifluorescence.

Pour les articles homonymes, voir FISH.
L'hybridation in situ en fluorescence (FISH, de l'anglais fluorescence in situ hybridization) est une technique de biologie moléculaire d'hybridation in situ qui consiste à analyser des coupes en microscopie et en imagerie moléculaire en recourant à des sondes disposant d'un marqueur fluorescent.
Le FISH est une technique de cytogénétique permettant de détecter des éléments situés à l'intérieur même de la cellule.

## Principes
- de l'ADN ;
- de l'ARN (sonde ADN).

Il existe plusieurs types de sondes à ADN :
- centromérique : permet de mettre en évidence les centromères des chromosomes. Sonde avec séquence répétée satellite ;
- chromosomique : permet de mettre en évidence les chromosomes individuellement par processus "peinture chromosomique" ;
- locus/loci particuliers : permet de mettre en évidence un ou plusieurs gènes particuliers.

## Usages
Utilisée en médecine en association avec la réalisation d'un caryotype, elle permet par exemple la recherche de microdélétions caractéristiques du syndrome de Williams ou du syndrome de Jacobsen. Elle permet de différencier un syndrome CHARGE d'un syndrome de microdélétion 22q11, les deux causant des problèmes cardiaques. Elle est aussi utilisée dans le domaine de la cancérologie pour l'identification précise de pathologies telles que les lymphomes ou les sarcomes, pour y rechercher des marqueurs d'agressivité, ou encore pour prédire la réponse de certaines tumeurs à des thérapies ciblées. 
Utilisée en conjonction avec d'autres techniques de biologie moléculaire (PCR, DGGE…), la technique FISH permet de faire des études de biologie telles l'étude de la biodiversité des espèces (diversité spécifique) du picoplancton photosynthétique.
L'hybridation in-situ utilise des sondes fluorescentes reconnaissant (ciblant) des taxons bien précis, par exemple une espèce, un genre ou une classe.

## Variantes
Une variante de la technique s'appelle CARD-FISH (pour catalyzed reporter deposition fluorescent in situ hybridization).